# Земля королів
Земля королів (ісп. Tierra de reyes) —  американський телесеріал у жанрі драми та створений компанією Telemundo Global Studios. В головних ролях — Ана Лорена Санчес, Аарон Діас, Кімберлі дос Рамос, Гонсало Гарсія Віванко, Скарлет Ґрюбер, Крістіан де ла Кампа, Соня Сміт, Фабіан Ріос.
Перша серія вийшла в ефір 2 грудня 2014 року.
Серіал має 1 сезон. Завершився 160-м епізодом, який вийшов у ефір 27 липня 2015 року.
Режисер серіалу — Луїз Манзо, Рікардо Шварц.
Сценарист серіалу — Базіліо Альварес, Іллай Ескіназі, Юціл Мартінес.
Серіал є ще одна адаптація колумбійської теленовели "Las aguas mansas" (1994).

## Сюжет
Три брати Галлардо після вбивства їхньої сестри Альми вирішують помститися кривдникам. Їхні серця палають жагою помсти. У іншій родині виховуються три прекрасні дочки. Так сталося, що саме в дочок свого кровного ворога закохаються брати Галлардо. Що виявиться сильнішим помста чи кохання? Молодим людям належить зробити нелегкий вибір. Якщо вони помстяться за сестру, то разом із коханими їм більше не бути ніколи...

## Актори та ролі
| Актор                  | Роль                                                                                        |
| ---------------------- | ------------------------------------------------------------------------------------------- |
| Ана Лорена Санчес      | Софія Дель Хунко Бельмонте де Монтальво / де Галлардо                                       |
| Аарон Діас             | Артуро Рей Галлардо Леон                                                                    |
| Кімберлі дос Рамос     | Іріна Дель Хунко Бельмонте де Галлардо                                                      |
| Гонсало Гарсія Віванко | Флавіо Рей Гальярдо Леон                                                                    |
| Скарлет Ґрюбер         | Андреа Дель Хунко Бельмонте де Галлардо                                                     |
| Крістіан де ла Кампа   | Семюель Рей Галлардо Леон                                                                   |
| Соня Сміт              | Каєтана Белмонте вдова Дель Хунко / Монтальво                                               |
| Фабіан Ріос            | Леонардо Монтальво                                                                          |
| Даніела Наварро        | Патриція Рубіо де Матаморос                                                                 |
| Синтія Олаваррія       | Ісадора Вальверде Монтенегро                                                                |
| Омар Херменос          | Еміліо Вальверде                                                                            |
| Адріана Лават          | Соледад Флорес де Галлардо                                                                  |
| Едуардо Вікторія       | Нестор Фернандес                                                                            |
| Хоакін Гаррідо         | Дон Феліпе Бельмонте                                                                        |
| Ізабелла Кастільйо     | Альма Рейна Галлардо Леон / Вероніка Сальдівар Лухан / Вероніка Галлардо Флорес де Мартінес |
| Діана Кіхано           | Беатріс Алькасар де ла Фуенте «Ла Нена»                                                     |
| Рікардо Клейнбаум      | Улісес Матаморос                                                                            |
| Дад Дагер              | Міранда Лухан де Сальдівар                                                                  |
| Альберіч Борман        | Даріо Лухан                                                                                 |
| Роберто Плантьє        | Орасіо Лухан                                                                                |
| Габріель Россі         | Пабло Мартінес                                                                              |
| Рікардо Чавес          | Ігнасіо Дель Хунко                                                                          |
| Гільєрмо Кінтанілья    | Хосе Антоніо Галлардо                                                                       |
| Глорія Мейо            | Хуана Рамірес, вдова Креспо                                                                 |
| Хосе Рамон Бланш       | Роджер Моліна                                                                               |
| Франсіско Поррас       | Елеазар Хурадо                                                                              |
| Фабіан Піццорно        | Октавіо Сальдівар                                                                           |
| Джессіка Серезо        | Бріжит Лосада                                                                               |
| Соль Родрігес          | Люсія Креспо                                                                                |
| Кері Муса              | Кандела Ріос                                                                                |
| Хуліо Окампо           | Томас Креспо Рамірес                                                                        |
| Орландо Мігель         | Джек Малкович / Вісенте Муньос                                                              |
| Фернандо Паканінс      | Джон Ніколсон / Карлос Акоста                                                               |
| Вірджинія Лорето       | Ньєвес Бланко                                                                               |
| Джованна дель Портільо | Росіо Мендес                                                                                |
| Кармен Оліварес        | Матильда Гарсія                                                                             |
| Родріго Арагон         | Маурісіо Кабрера                                                                            |
| Барбара Гарофало       | Лінда Вальверде                                                                             |
| Маріса Дель Портільо   | Джулія Монтенегро де Вальверде                                                              |
| Сесілія Мелман         | Тереза Леон де Галлардо                                                                     |
| Даміан Пастрана        | Густаво Мендес                                                                              |
| Хуан Хіменес           | Росендо                                                                                     |
| Федеріко Діас          | Грегоріо Хіменес                                                                            |
| Омар Нассар            | Едвард Дж. Фокс                                                                             |
| Кароліна Пулгар        | Інес Пердомо                                                                                |
| Ернесто Факсас         | адвокат Руїс                                                                                |
| Пабло Куалья           | Б'янкіні                                                                                    |
| Макарена Оз            | Андреа Дель Хунко Бельмонте (дівчина)                                                       |
| Ана Софія              | Ірина Дель Хунко Бельмонте (дівчина)                                                        |
| Джоанна Ернандес       | Софія Дель Хунко Бельмонте (дівчина)                                                        |

## Сезони
| Сезон | Епізоди | Епізоди | Оригінальний показ | Оригінальний показ | Оригінальний показ |
| Сезон | Епізоди | Епізоди | Перший показ       | Останній показ     | Мережа             |
| ----- | ------- | ------- | ------------------ | ------------------ | ------------------ |
| 1     | 160     | 160     | 2 грудня 2014      | 27 липня 2015      | Telemundo          |

## Аудиторія
| Сезон | Епізоди | Перший ефір   | Перший ефір        | Останній ефір | Останній ефір      | Середня кількість глядачів (мільйони) |
| Сезон | Епізоди | Дата          | Глядачі (мільйони) | Дата          | Глядачі (мільйони) | Середня кількість глядачів (мільйони) |
| ----- | ------- | ------------- | ------------------ | ------------- | ------------------ | ------------------------------------- |
| 1     | 160     | 2 грудня 2014 | 2,16               | 27 липня 2015 | 2,39               | х                                     |

## Нагороди та номінації
| Рік      | Нагорода          | Категорія                      | Кандидат                                   | Результат |
| -------- | ----------------- | ------------------------------ | ------------------------------------------ | --------- |
| 2015 рік | Miami Life Awards | Найкраща молода актриса        | Кімберлі дос Рамос                         | Перемога  |
| 2015 рік | Miami Life Awards | Найкращий молодий актор        | Гонсало Гарсія Віванко                     | Перемога  |
| 2015 рік | Miami Life Awards | Злодійка                       | Соня Сміт                                  | Перемога  |
| 2015 рік | Miami Life Awards | Злодій                         | Фабіан Ріос                                | Номінація |
| 2015 рік | Miami Life Awards | Найкраща подвійна роль         | Ізабелла Кастільйо                         | Перемога  |
| 2015 рік | Miami Life Awards | Найкраща акторка другого плану | Адріана Лават                              | Номінація |
| 2015 рік | Miami Life Awards | Найкращий актор другого плану  | Омар Херменос                              | Номінація |
| 2015 рік | Miami Life Awards | Найкраща заслужена акторка     | Діана Кіхано                               | Номінація |
| 2015 рік | Miami Life Awards | Найкращий заслужений актор     | Рікардо Клейнбаум                          | Номінація |
| 2015 рік | Miami Life Awards | Головний герой                 | Аарон Діас                                 | Номінація |
| 2015 рік | Miami Life Awards | Теленовела року                | Земля королів                              | Номінація |
| 2015 рік | Premios Tu Mundo  | Теленовела року                | Земля королів                              | Перемога  |
| 2015 рік | Premios Tu Mundo  | Головний герой                 | Аарон Діас                                 | Номінація |
| 2015 рік | Premios Tu Mundo  | Головний герой                 | Гонсало Гарсія Віванко                     | Номінація |
| 2015 рік | Premios Tu Mundo  | Головний герой                 | Крістіан де ла Кампа                       | Перемога  |
| 2015 рік | Premios Tu Mundo  | Головна героїня                | Ана Лорена Санчес                          | Номінація |
| 2015 рік | Premios Tu Mundo  | Головна героїня                | Кімберлі дос Рамос                         | Номінація |
| 2015 рік | Premios Tu Mundo  | Головна героїня                | Скарлет Ґрюбер                             | Перемога  |
| 2015 рік | Premios Tu Mundo  | Злодій                         | Омар Херменос                              | Номінація |
| 2015 рік | Premios Tu Mundo  | Злодій                         | Фабіан Ріос                                | Перемога  |
| 2015 рік | Premios Tu Mundo  | Злодійка                       | Соня Сміт                                  | Номінація |
| 2015 рік | Premios Tu Mundo  | Злодійка                       | Синтія Олаваррія                           | Перемога  |
| 2015 рік | Premios Tu Mundo  | Найкраща акторка другого плану | Адріана Лават                              | Номінація |
| 2015 рік | Premios Tu Mundo  | Найкраща акторка другого плану | Даніела Наварро                            | Перемога  |
| 2015 рік | Premios Tu Mundo  | Найкращий актор другого плану  | Фабіан Ріос                                | Перемога  |
| 2015 рік | Premios Tu Mundo  | Ідеальна пара                  | Ана Лорена Санчес, Аарон Діас              | Номінація |
| 2015 рік | Premios Tu Mundo  | Ідеальна пара                  | Кімберлі дос Рамос, Гонсало Гарсія Віванко | Номінація |
| 2015 рік | Premios Tu Mundo  | Ідеальна пара                  | Скарлет Ґрюбер, Крістіан де ла Кампа       | Перемога  |
| 2015 рік | Premios Tu Mundo  | Найсексуальніші                | Гонсало Гарсія Віванко                     | Перемога  |
| 2015 рік | Premios Tu Mundo  | Найсексуальніші                | Кімберлі дос Рамос                         | Номінація |

## Інші версії
- Колумбія — Тихі води (ісп. Las aguas mansas), 1994 — колумбійський телесеріал, виробництва RTI Producciones для телеканалу Cadena Uno. У головних ролях Маргарита Ортега, Хуан Себастьян Арагон.
- Колумбія — Таємна пристрасть (ісп. Pasión de gavilanes), 2003 — колумбійський телесеріал, виробництва RTI Producciones, Caracol Televisión і Telemundo. У головних ролях Данна Гарсія, Маріо Сімарро, Паола Рей, Хуан Альфонсо Баптіста, Наташа Клаусс, Мішель Браун.
- Мексика  — Вогонь у крові (ісп. Fuego en la sangre), 2008 — мексиканський телесеріал, виробництва компанії Televisa. У головних ролях Адела Нор'єга, Едуардо Яньєс.
- Іспанія  — Яструби (ісп. Gavilanes), 2010 — іспанський телесеріал, виробництва Gestmusic Endemol для телеканалу Antena 3. У головних ролях Родольфо Санчо, Клаудія Бассольс, Діана Паласон.
- Філіппіни  — Пристрасть кохання (тагал. Pasión de Amor), 2015 — філіппінський телесеріал, виробництва компанії ABS-CBN. У головних ролях Джейк Куенка, Арсі Муньос, Еджей Фалькон, Еллен Адарна, Джозеф Марко та Колін Гарсія.